# 해동속소학판목
해동속소학판목(海東續小學板木)은 대한민국 경상북도 청도군 금천면에 있는 판목이다. 1985년 10월 15일 경상북도의 유형문화재 제208호로 지정되었다.

## 개요
이 판목은 조선 후기의 학자인 진계 박재형 선생이 고종 21년(1884)에 간행한 것으로, 128매가 있다.
구성을 보면 우리나라 선인들의 격언과 언행을 내외편으로 분류하여 내편은 입교로 가르치는 도리를 세운 내용 21장, 명륜으로 인륜을 밝힌 내용 43장, 교신으로 몸가짐을 삼가라는 내용 35장, 계고로서 옛일을 공부하여 고찰하는 내용 64장으로 이루어져 있다. 외편은 가언으로 아름다운 말들을 담은 내용 74장, 선행사열 등 174장이 실려 있다.
이들 내용은 생활 속에서 실천을 교육목표로 한 입문교과서라 할 수 있다. 당시 모화사상이 깊게 뿌리내리고 있었던 시기에 민족의 주체성을 확립하기 위해 한 선비가 찾아내어 쓰고, 또한 교과서로 활용하였다는 점에서 교육사적 가치가 크다고 할 수 있다.

## 참고 자료
- 해동속소학판목 - 국가유산청 국가유산포털